# William Aikman
William Aikman (Aberdeenshire, 24 de outubro de 1682 – Londres, 7 de junho de 1731) foi um pintor escocês.

## Vida e carreira
Aikman era filho de William Aikman, de Cairnie, Aberdeenshire. Seu pai queria que ele estudasse Direito, e lhe deu uma educação adequada a esse objetivo; porém, a forte predileção do filho pelas artes plásticas levou-o a estudar pintura com John Baptist Medina.
Em 1707, foi para a Itália, e morou principalmente em Roma por três anos. Estudou e fez amizade com os principais artistas desse período. A fim de satisfazer sua curiosidade, viajou para a Turquia. Visitou primeiramente Istambul (então conhecida como Constantinopla), e dali para Esmirna. Lá, conheceu muitos comerciantes britânicos, que queriam que ele abandonasse a pintura para juntar-se a eles no comércio da Turquia, mas, não era esse o seu desejo, e mais uma vez retornou a Roma, onde prosseguiu com seus estudos.
Em 1712, retornou a seu país natal, e tornou-se pintor profissional, contudo, as pessoas de sua região naquela época eram bem pobres, e não podiam comprar seus quadros, nem foram capazes de dar-lhe estímulo adequado ao seu talento. Só restou a Aikman mudar-se com toda a sua família para Londres, em 1723, pensando ser este o único local na Grã-Bretanha, onde seu talento poderia ser exibido adequadamente. Com o auxílio de John Campbell, 2º Duque de Argyll, fez amizade com vários artistas, particularmente com Godfrey Kneller.
Em Londres, Aikman logo se tornou conhecido e conseguiu patrocínio de pessoas importantes da sociedade, em especial do Conde de Burlington, conhecido por seu gosto pelas artes plásticas, especialmente por arquitetura. Para ele Aikman pintou, entre outros, um grande quadro da família real inglesa. Esse quadro entrou na posse do Duque de Devonshire, cujo pai se casou com Lady Mary Boyle, filha única do Conde de Burlington.
Próximo ao fim de sua vida, Aikman pintou muitos retratos de pessoas da sociedade inglesa. Morreu em 7 de junho de 1731.

## Arte
Em seu estilo de pintura, Aikman parece ter destinado a imitar a natureza em sua simplicidade agradável: as luzes são suaves, suas sombras agradáveis, e suas cores suaves e harmoniosas. Seus toques não possuem nem a força nem aspereza de Rubens. Suas composições são distinguidas por uma plácida tranquilidade e calma, em vez de um brilho surpreendente de efeito: e os seus retratos podem ser mais facilmente confundidos com os de Kneller, que qualquer outro artista eminente; não só por causa da semelhança geral das vestimentas, por eles serem artistas contemporâneos, mas também pela maneira de trabalhar, e à semelhança e suavidade branda de seus matizes.
Vários retratos pintados por Aikman, na Escócia, estão na posse do Duque de Argyll, do Duque de Hamilton, entre outros. Há também um retrato de Aikman, pintado por ele, na galeria do Grão-duque da Toscana, e outro do mesmo na posse de sua filha, Mrs. Forbes, em Edimburgo, cujo único filho representou a família de Aikman.